# Lysianella
Lysianella är ett släkte av kräftdjur som beskrevs av Georg Ossian Sars 1882. Lysianella ingår i familjen Lysianassidae.
Släktet innehåller bara arten Lysianella petalocera.